# Gaï
Gaï (en russe : Гай) est une ville de l'oblast d'Orenbourg, en Russie, et le centre administratif du raïon de Gaï. Sa population s'élevait à 33 819 habitants en 2020.

## Géographie
Gaï est située dans le sud de l'Oural, à 32 km au nord de Novotroïtsk, à 235 km à l'est d'Orenbourg et à 1 450 km au sud-est de Moscou.

## Histoire
Gaï a été créée en 1959 en tant que ville industrielle. Le statut de commune urbaine lui a été accordé en 1965 et le statut de ville en 1979.
La devise de la ville est : « Souviens-toi du passé. Crois dans le futur. »

## Population
Recensements (*) ou estimations de la population
| 1959* | 1970*  | 1979*  | 1989*  | 2002*  | 2006   | 2010*  |
| ----- | ------ | ------ | ------ | ------ | ------ | ------ |
| 1 923 | 28 250 | 34 700 | 41 668 | 41 621 | 40 783 | 38 301 |

| 2012   | 2013   | 2014   | 2015   | 2016   | 2017   | 2018   |
| ------ | ------ | ------ | ------ | ------ | ------ | ------ |
| 37 572 | 36 996 | 36 523 | 36 092 | 35 648 | 35 255 | 34 752 |

| 2019   | 2020   | - | - | - | - | - |
| ------ | ------ | - | - | - | - | - |
| 34 205 | 33 819 | - | - | - | - | - |

## Économie
Les principales entreprises de la ville sont :
- Combinat minier et d'enrichissement de Gaï (Гайский горно-обогатительный комбинат) : extraction et enrichissement de minerai de cuivre.
- Elektropreobrazovatel (ОАО Гайский завод "Электропреобразователь"), fabrique depuis 1972 de l'équipement de protection électrochimique des gazoducs et oléoducs, pour le soudage, etc.

## Sources
- (ru) В. Г. Альтов, Города Оренбургской области (V.G. Altov, Villes de l'oblast d'Orenbourg), Tcheliabinsk, éditions Ioujno-Ouralskoïe, 1974.